# Rödichen
Rödichen ist ein Dorf, das mit dem benachbarten Gut Schnepfenthal zur Gemeinde Schnepfenthal-Rödichen zusammengelegt wurde, die seit ihrer Eingemeindung nach Waltershausen 1950 nur noch Schnepfenthal genannt wird. Es liegt im Landkreis Gotha in Thüringen.

## Lage von Rödichen
Rödichen liegt nördlich von Friedrichroda und südöstlich von Waltershausen an der Nordabdachung des Thüringer Waldes. Durch den Ort führt die L1025 als „Rödicher Hauptstraße“.

## Geschichte
Am 3. Februar 1216 wurde Rödichen erstmals urkundlich genannt. Die Gemeinde Rödichen, zu der Schnepfenthal gehörte, erhielt etwa im Jahr 1920 die amtliche Bezeichnung Schnepfenthal-Rödichen.